# Галидзга
Гали́дзга, или Аа́лдзга (абх. Аалӡга абх. Аалдзга, груз. ღალიძგა, Галидзга) — река в Абхазии. Длина реки — 58 км. Площадь водосборного бассейна — 487 км². Средний расход воды — 29,4 м³/с.
Истоки реки находятся в горной местности (Большой Кавказ) у границы Абхазии с краем Самегрело-Верхняя Сванетия Грузии. Левый исток — река Авичиква — западные склоны хребта Бохурстоу, северо-восточнее горы Акиба (2810,8 м); правый исток — р. Музквара — южные склоны хребта Ходжал (южная часть Кодорского хребта) у горы Ходжал (3313,6 м). Впадает в Чёрное море на южной окраине города Очамчира.
Питание ледниковое и дождевое.
Река протекает по территориям Ткварчельского и Очамчырского районов Абхазии.
На берегах реки находится города Ткварчели и Очамчира, а также крупные сёла Ткуарчал, Гуп, Акуаскиа, Пакуаш, Баслаху.
Название реки на мегрельском языке означает «пограничная река». В древних грузинских источниках упоминается как Эгрис-цкали («Эгрисская река»).
В переводе с абхазского Аалдзга: а-префикс, ал-ольха, дзга-солончак реки.